# クイーンズ・ターゲット

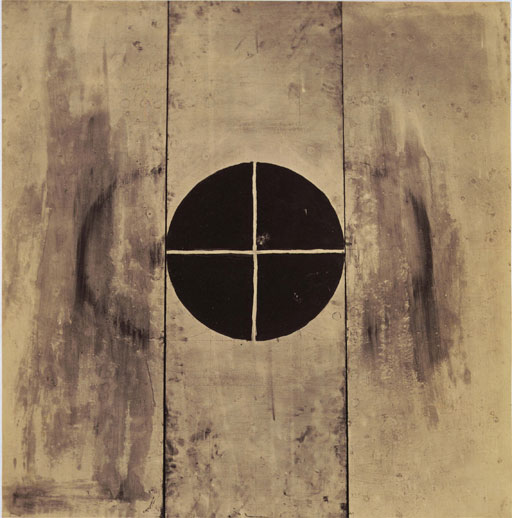
『クイーンズ・ターゲット』（1860年）ルートヴィヒ美術館所蔵版

クイーンズ・ターゲット（The Queen's Target、女王の標的）は、イギリスの写真家ロジャー・フェントンによる1860年の白黒写真作品である。1860年にウィンブルドンで開かれた英国ライフル協会の第1回会合において、ヴィクトリア女王が撃ったライフルにより中心が射抜かれた標的が写っている。

## 概要

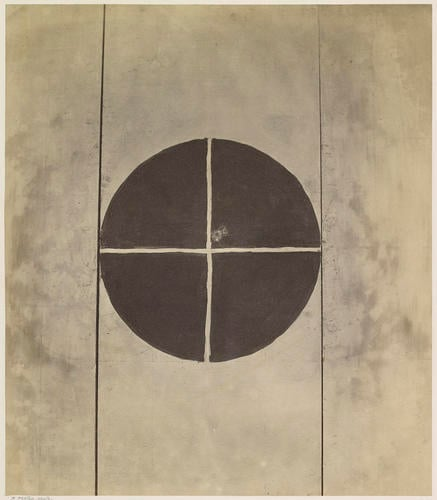
『クイーンズ・ターゲット』（1860年）ロイヤル・コレクション所蔵版

1860年7月2日にウィンブルドンで開催された英国ライフル協会の設立総会に、ヴィクトリア女王とその夫のアルバート公が出席した。1853年に写真協会を設立していたフェントンは、女王夫妻に写真という新しいメディアに対する興味を持ってもらうために、夫妻が出席するこの総会に立ち会って、写真を撮影した。女王が撃った最初の一発は、正確に標的の中心を射抜いた。ある芸術家が弾痕の正確な位置をスケッチし、女王は大変喜んだ。女王は標的の実物を見たいと言ったが、標的は鉄製で持ち運びが困難だったため、フェントンが標的の写真を撮った。
結果的に、このときフェントンが撮影した写真は、現代芸術の抽象絵画のような時代を先取りした驚くべき作品になった。十字に区切られた暗い円形の標的の中心部にフォーカスを合わせ、そのすぐ右上に弾痕が残っている。画面全体を2本の縦の線が走り、標的の両側に接している。この写真を撮影したときのフェントンは、雲や暗い大聖堂の内部など、高度な撮影技術を身につけていた。この2年後の1862年にフェントンは写真撮影から完全に離れるが、写真界に大きな遺産を残した。

## 評価
フランシス・ホジソンはこの写真について、「何がフェントンにこのような抽象的な表現をさせたのかはわからない。純粋に実用的な目的だったのだろう。標的は鉄製で、女王の最初の一発を記録するのには写真が便利だった。これは時代を1世紀先取りしたジャスパー・ジョーンズであるが、それでもなお、射撃場における女王の一日を完全に事実に基づいて記録したものなのである」と評した。ブリー・ホッキングもまた、この作品をジャスパー・ジョーンズと関連づけて、「このイメージの抽象的なモダンさは、その1世紀後のポップアーティスト、ジャスパー・ジョーンズによるコラージュ『ターゲット』を思い起こさせる」と述べている。
アメリカのナショナル・ギャラリーはウェブサイトにおいて、この作品や同時代の写真作品"The Long Walk, Windsor"（1860年）について、「過激に単純化され、大胆で勇敢」と評している。

## 所蔵
この作品は、イギリスのロイヤル・コレクションとドイツのルートヴィヒ美術館に所蔵されている。ロイヤル・コレクション所蔵版はレタッチにより表面の傷が消されているが、ルートヴィヒ美術館所蔵版には傷が残されている。